# Divisió de Garhwal
La divisió de Garhwal (hindi गढ़वाल) és una entitat administrativa d'Uttarakhand a l'Índia. La capital és Pauri. És formada pels següents districtes:
- Districte de Chamoli
- Districte de Dehradun
- Districte d'Haridwar
- Districte de Pauri Garhwal
- Districte de Rudraprayag
- Districte de Tehri Garhwal
- Districte d'Uttarkashi

Les muntanyes principals per damunt de set mil metres són: Nanda Devi (7.955 metres), Kamet (7.878), Trisul (7248), Badrinath (7195), Dunagiri (7186) i Kedarnath (7084). El riu Alaknanda, afluent del Bhagirathi i a través d'aquest del Ganges, rep diversos afluents. El nom de Garhwal es creu que deriva del fet que el territori va estar governat per 52 petits sobirans cadascun amb un fort (garh) fins que un dels prínceps va acabatr sotmetent als altres i va fundar el regne de Garhwal. Fou una de les dues divisions que es van establir a Uttarakhand quan es va constituir l'estat (l'altra és la divisió de Kumaun o Kumaon)